# Сьєрра-де-Хуарес
Сьєрра-де-Хуарес (ісп. Sierra de Juárez) — гірський хребет, який простягається від південного краю штату Каліфорнія в США на південь по однойменному півострову в штаті Баха-Каліфорнія в Мексиці. Найвища точка гірської системи — безіменний пік близько 1980 м. Гори розташовані в муніципалітетах Текате і Енсенада Баха-Каліфорнії.

## Географія

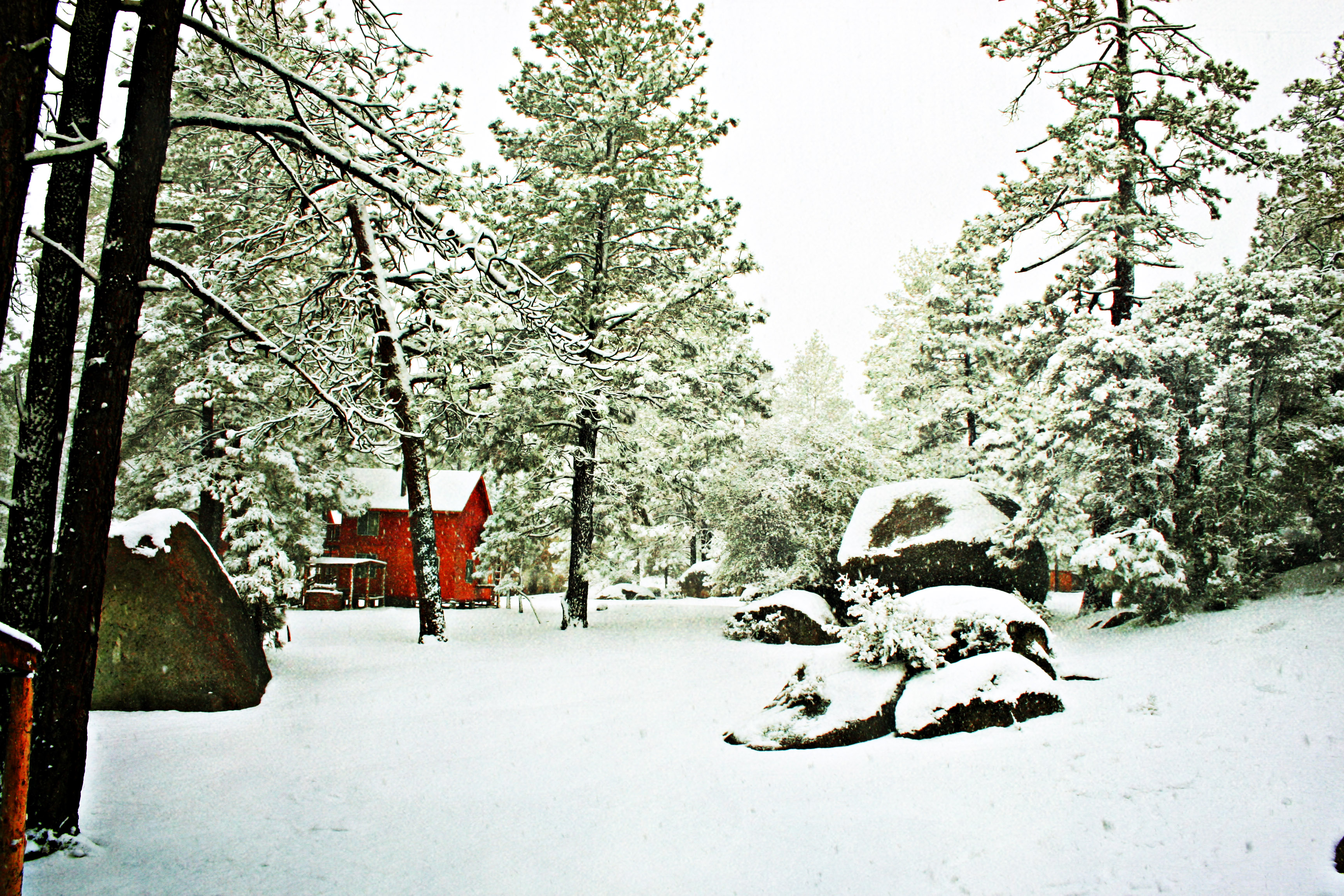
Зима в Сьєрра-де-Хуарес

Сьєрра-де-Хуарес — один з гірських хребтів півострова Каліфорнія, що тягнеться південніше від кордону зі штатом Каліфорнія (США) на 140 км на південь. Найвищий безіменний пік хребта досягає позначки близько 1980 м (31° 30' 34" пн. ш. і 115° 32' 5" з. д.). На північ від Сьєрра-де-Хуарес розташовані гори Лагуна (США), а на південь — гірський масив Сьєрра-де-Сан-Педро-Мартир (Мексика). Є частиною Півострівних хребтів Баха-Каліфорнії.
Сьєрра-де-Хуарес займає загальну площу 4568 км2, має довжину близько 140 км, ширину в середньому близько 33 км. На сході Сьєрра-де-Хуарес різко піднімається з пустельної долини, що містить геологічний розлом Лагуна-Салада, південне продовження розлому Сан-Андреас. Західний схил масиву пологіший.
На частині Сьєрра-де-Хуарес лежить Національний парк Конституції 1857 року, розташований приблизно за 72 км на схід від Енсенади. Мальовнича лагуна Хансон, включена в національний парк, є важливою зупинкою для перелітних птахів. Тут також є ендемічне середовище зростання сосново-дубових лісів — ліси Сьєрра-Хуарес і Сан-Педро-Мартир.

## Екологія

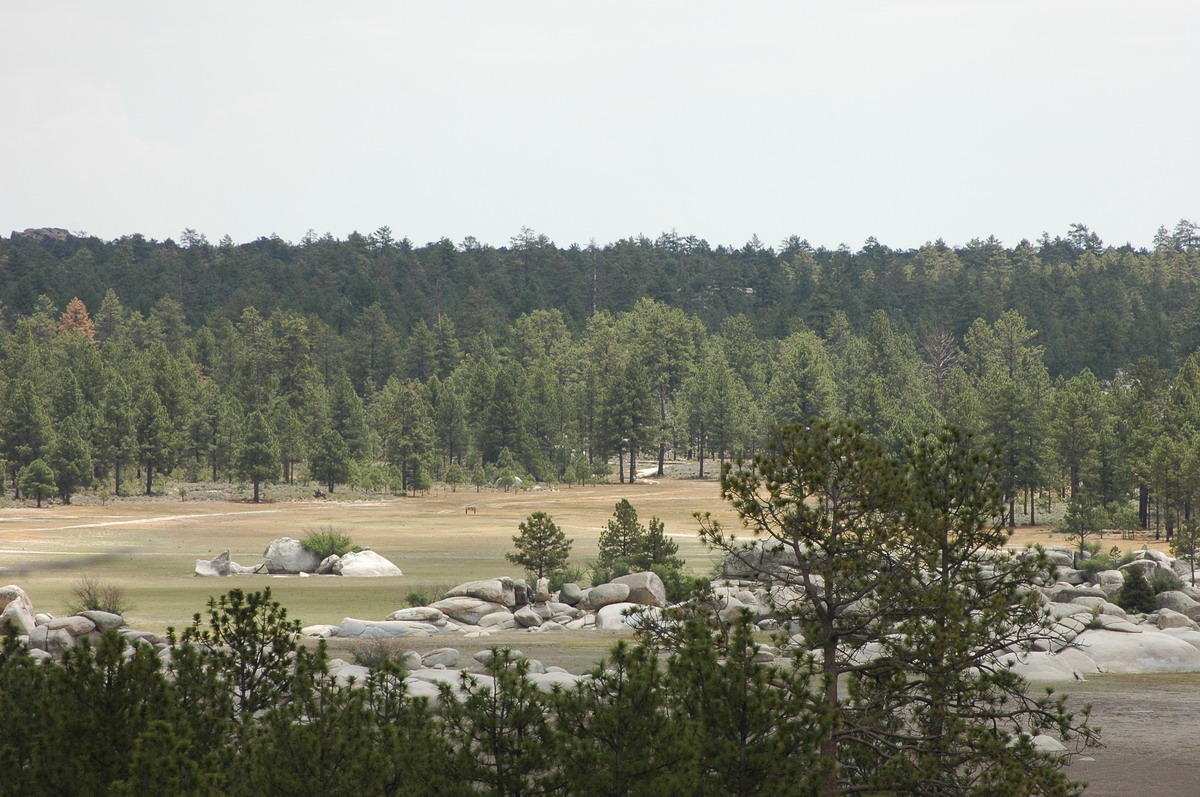
Національний парк Конституції 1857 року

На нижніх височинах західних схилів Сьєрра-де-Хуарес лежить каліфорнійський прибережний шавлієво-чапаральний субекорегіон каліфорнійського чапарально-лісового екорегіону.
Нижні височини східних схилів лежать в екорегіоні пустелі Сонора з її унікальною пустельною флорою. Поблизу Сьєрра-де-Хуарес проходить південна природна межа ареалу каліфорнійської віялової пальми (вашингтонії нитконосної).
Вищі височини хребта входять до екорегіону соснових і дубових лісів Сьєрра-Хуарес і Сан-Педро-Мартир. До соснових порід належать сосна Жеффрея, сосна однохвойна, сосна скручена, сосна Ламберта. Серед інших вічнозелених видів: ялиця одноколірна (Abies concolor) і річковий кедр каліфорнійський (Calocedrus decurrens). Полин (Artemisia tridentata) є поширеним чагарником підліску. Хвойні ліси двох гірських ланцюгів становлять т. зв. Скай-Айлендс («небесні острови») — піднесений помірний ліс, оточений нижчими і посушливими землями.

## Клімат
Західні відроги хребта на південно-східному краю лежать у середземноморському кліматичному регіоні, який простягається через більшу частину Каліфорнії і в північно-західну Баха-Каліфорнію. У цілому кліматичної Сьєрра-де-Хуарес складається на 30 % із пустельного, 7 % — степового, 27 % — мезотермального з рівномірним розподілом опадів протягом року та 36 % — середземноморського з опадами, сконцентрованими в зимові місяці.
Клімат на нижчих височинах — пустельний, тоді як вищі області отримують більше опадів.